# Into the Fire (album Bryan Adams)
Into the Fire  è il quinto album del cantante rock canadese Bryan Adams pubblicato nel 1987 dalla A&M Records. L'album è stato un successo commerciale, anche se non ha ripetuto il grande successo del 1984 con l'album Reckless . Into the Fire ha venduto circa 4 milioni di copie in tutto il mondo, piazzandosi al numero 7 della US Billboard 200 chart e raggiungendo alte posizioni in classifica in tutto il mondo. L'album è stato registrato nella casa di Adams a Vancouver in Canada . In Canada passò sei settimane consecutive alla posizione numero 2, senza tuttavia mai raggiungere il primo posto in classifica. Sei singoli sono stati estratti dall'album: Heat of the Night, Hearts on Fire, Victim of Love, Only the Strong Survive, Into the Fire e Another Day. Le fotografie della copertina sono state scattate dal fotografo olandese Anton Corbijn in una località sconosciuta.

## Il Disco

### Registrazione e produzione
La registrazione di Into the Fire ha avuto inizio il 16 agosto 1986 e si è conclusa il 24 ottobre. È stato registrato in uno studio allestito nella casa di Adams. La band, composta da Keith Scott, Mickey Curry, Dave Taylor e Tommy Mandel, hanno usato la sala da pranzo, bagno e camera da letto per isolare gli strumenti. Lo studio è stato chiamato Cliffhanger. Il brano "Heat of the Night" è stato registrato il 12 settembre 1986. "Hearts on Fire" è stato originariamente scritto per l'album Reckless nel 1984, ma è stato registrato il 1º settembre 1986, Hearts on Fire è stato registrato a Vancouver e mixato a Londra nel gennaio 1987.
Nel momento in cui Into the Fire era pronto, c'erano solo due canzoni delle quali Vallance e Adams erano soddisfatti: Victim of Love  e Hearts on Fire, scritte durante le sessioni di registrazione di Reckless due anni prima. L'influenza significativa per l'album è stata la partecipazione di Adams con Sting, Peter Gabriel e gli U2 al Amnesty International / Conspiracy of Hope Tour nel 1986, dopo l'Amnesty International, Adams voleva essere preso più sul serio come compositore e artista.
la canzone Into the Fire è stata registrata nel 1986 presso il "Cliffhanger", nella sua casa ad ovest di Vancouver. Nella sessione di studio per la registrazione Adams e Bob Clearmountain hanno avuto problemi con il suono della chitarra. Nella demo per "Into the Fire" Adams e Vallance hanno utilizzato un amplificatore Rockman.

### Pubblicazione e riscontro
Pubblico
Uno dei più riusciti album di Adams, Into the Fire co-prodotto da Adams e Bob Clearmountain, ha raggiunto la 7ª posizione della Billboard 200. L'album è stato pubblicato nel marzo 1987 e include i singoli "Heat Of The Night" e "Hearts On Fire". Il singolo "Heat of the Night" è stato nominato per un premio ai Juno Award  come il singolo dell'anno nel 1987, e divenne l'unico singolo dell'album ad ottenere un buon riscontro nelle classifiche europee.  Questo non significa che l'album non ha avuto successo, perché l'album ha venduto milioni di copie in tutto il mondo alla sua pubblicazione, mentre il precedente album di Adams, Reckless, aveva venduto oltre 12 milioni di copie da far ritenere dalla critica Into The Fire un fallimento commerciale,a tal proposito ha dichiarato:
(Bryan Adams)
Negli Stati Uniti, Canada, Giappone e Svizzera l'album è stato certificato disco di platino.
Ricezione critica
| Recensione                    | Giudizio |
| ----------------------------- | -------- |
| AllMusic                      | [ 19 ]   |
| Christgau's Consumer Guide    | C +      |
| Rolling Stone                 | [ 21 ]   |
| The Rolling Stone Album Guide | [ 22 ]   |

Eduardo Rivera su AllMusic ha caratterizzato la maggior parte delle canzoni dell'album come "senza vita e noiose", alcune addirittura definite "deprimenti", "brutte" o "veramente orribili". Solo "Hearts on Fire" ha incontrato l'approvazione della critica di Rivera.
Robert Christgau ha criticato Into The Fire per la sua "densità di stupidità", sottolineando che contava "un sorprendente cinquantasei cliché a tutti gli effetti su quella che dovrebbe essere una mossa significativa". Steve Hochman di Rolling Stone ha dichiarato: "Adams mostra di avere voglia di parlare ma niente in particolare da dire... una scansione dei titoli delle canzoni ("Heat of the Night", "Only the Strong Survive", "Into the Fire" e così via) mostra che il meglio che Adams e il co-sceneggiatore Jim Vallance potevano inventare era una serie di cliché.Peggio ancora sono il vago messaggio pro-nativo americano di "Native Son" e il messaggio contro la guerra di "Remembrance Day", i cui testi sembrano seri ma goffi poemi liceali"

### Canzoni
"Heat of the Night" è stato il singolo di debutto, ed è stato pubblicato nel marzo 1987 la canzone ha raggiunto la sesta posizione della Billboard Hot 100 e la seconda posizione della Billboard Rock Tracks. Nel 1987 ha ricevuto il premio Canadian Music Publisher's Association Rock Song Of The Year Award. "Heat of the Night" ha raggiunto la Top Ten canadese nel Grafico RPM ed è rimasto in quel grafico oltre 5 settimane.. Il mese successivo il singolo "Heat of the Night" è stato rilasciato nel Regno Unito dove ha raggiunto la 50ª posizione nella Regno Unito.
Hearts On Fire è stato il secondo singolo estratto dall'album Into the Fire. La canzone divenne un piccolo successo alla sua uscita. La canzone ha raggiunto la 26ª posizione della Billboard Hot 100 chart e raggiunse la 3ª posizione nella Billboard Rock Tracks.
Victim of Love e Only The Strong Survive hanno avuto un impatto più basso, "Only the Strong Survive" ha raggiunto la 47ª posizione in Canada. ultimo singolo estratto dall'album Another Day ha raggiunto la 33ª posizione nella Mainstream Rock Songs.
La title track è stata trasmessa anche dalle stazioni radio rock americane orientate all'album e ha raggiunto il numero 6 nella classifica Mainstream Rock Airplay.
Il brano Native Son ha preso ispirazione sulle ingiustizie inflitte ai nativi americani dai primi coloni bianchi. il brano è stato usato da Dan Ar Braz nel suo album del 1991 Borders of salt.
"Remembrance Day" è un brano contro la guerra, che fa riferimento al prozio di Vallance Jim Young che faceva parte del 14º battaglione di fanteria canadese, durante la Prima guerra mondiale, dopo una visita alla tomba a Sains-lès-Marquion in Francia, decisero di scrivere il brano in memoria di tutte quei soldati che persero la vita durante il conflitto mondiale del 1914-1918.
Il brano Another Day, che è stato pubblicato come lato B di Heat of the Night, ha raggiunto la posizione numero 33 nella classifica Mainstream Rock Songs.

## Into the Fire Tour
Nel maggio 1987 Adams ha iniziato il Into the Fire tour la sua prima data fu a Shreveport, in Louisiana, dopo una lunga serie di date negli USA, il tour tocca diverse nazioni in Europa, fra le quali Inghilterra, Germania, Svizzera, Austria e Irlanda. Nel gennaio del 1988 Adams ha iniziato il tour asiatico dove conquista il tutto esaurito in dieci concerti, cinque dei quali erano presso il Budokan a Tokyo, nel prosieguo del tour svolge concerti anche a Tel Aviv e Gerusalemme in Israele. Nel mese di giugno 1988 torna in Europa dove svolge diversi concerti in diversi paesi fra cui Francia, Spagna, Germania e Inghilterra dove nel mese di luglio del 1988 chiude il tour a Newcastle. In Italia il tour arriva per 2 date nel mese di luglio del 1988, dove svolge concerti a Roma e Milano.

## Tracce
Tutte le canzoni sono scritte e composte da Bryan Adams e Jim Vallance.
1. Heat of the Night[8] – 5:07
2. Into the Fire[12] – 4:41
3. Victim of Love[10] – 4:06
4. Another Day[13] – 3:41
5. Native Son – 6:04
6. Only the Strong Survive[11] – 3:45
7. Rebel[31] – 4:02
8. Remembrance Day[27] – 5:59
9. Hearts On Fire[9] – 3:30
10. Home Again[32] – 4:18

### Versione Live from the Royal Albert Hall
Nel maggio del 2022, Adams ha effettuato 3 serate alla Royal Albert Hall, successivamente a pubblicato un cofanetto con le registrazioni dal vivo Live at the Royal Albert Hall. L'uscita presenta Adams cantante e chitarra, Keith Scott alla chitarra, Pat Steward alla batteria, Solomon Walker al basso e Gary Breit alla tastiera. L'album è stato pubblicato l'8 dicembre 2023 in digital download.
1. Into the Fire – 4:20
2. Heat of the Night – 4:48
3. Victim Of Love – 3:55
4. Another Day – 3:41
5. Native Son – 6:12
6. Only the Strong Survive – 2:49
7. Rebel – 3:45
8. Remembrance Day – 5:45
9. Hearts On Fire – 3:30
10. Home Again – 4:22

## Formazione
- Bryan Adams – chitarra, pianoforte, tastiera, voce
- Mickey Curry – batteria
- Keith Scott – chitarra solista, cori
- Dave Taylor – basso

### Personale addizionale
- Robbie King – organo in Heat of the Night, Another Day, Only the Strong Survive e Rebel
- Tommy Mandel – organo, tastiera
- Dave "Pick" Pickell – pianoforte in Victim of Love, Only the Strong Survive e Rebel
- Ian Stanley– Tastiera in Victim of Love e Remembrance Day
- Jim Vallance – pianoforte, percussioni
- Anton Corbijn - Fotografo

## Classifiche

### Classifiche settimanali
| Classifica (1987) | Posizione massima |
| ----------------- | ----------------- |
| Australia         | 14                |
| Austria           | 13                |
| Canada            | 2                 |
| Finlandia         | 3                 |
| Germania          | 7                 |
| Norvegia          | 4                 |
| Nuova Zelanda     | 10                |
| Paesi Bassi       | 18                |
| Regno Unito       | 10                |
| Spagna            | 33                |
| Stati Uniti       | 7                 |
| Svezia            | 3                 |
| Svizzera          | 4                 |

### Classifiche di fine anno
| Classifica (1987) | Posizione |
| ----------------- | --------- |
| Australia         | 77        |
| Canada            | 11        |
| Germania          | 53        |
| Paesi Bassi       | 100       |
| Stati Uniti       | 44        |